# Microdon brevicornis
Microdon brevicornis är en tvåvingeart som beskrevs av Friedrich Hermann Loew 1858. Microdon brevicornis ingår i släktet myrblomflugor, och familjen blomflugor. Inga underarter finns listade i Catalogue of Life.